# The Bachelors
The Bachelors es una película estadounidense comíca dramática dirigida y escrita por Kurt Voelker. Está protagonizada por J. K. Simmons, Julie Delpy, Josh Wiggins y Odeya Rush. El rodaje comenzó el 14 de enero de 2016 en Los Ángeles. La película tuvo su estreno el 20 de junio de 2017 en el Festival de Cine de Los Ángeles. El 20 de octubre del mismo año se estrenó las salas de cines de Estados Unidos.

## Sinopsis
Bill, tras perder a su esposa por el cáncer, decide mudarse junto a su hijo Wes a otra ciudad, ya que obtiene un puesto de trabajo como profesor de matemáticas en una escuela privada, donde también asistirá su hijo. Ambos atravesarán su duelo mediante una relación amorosa. Bill conocerá a Carine, la profesora de francés de su hijo, quien decide que éste sea el compañero de estudios de Lacy, ambos se darán cuenta de que el amor que siente uno por el otro es inevitable, pero para lograr concretar una relación, deberán superar sus propios conflictos internos.

## Reparto
- J. K. Simmons como Bill Palet.
- Julie Delpy como Carine Roussel.
- Josh Wiggins como Wes Palet.
- Odeya Rush como Lacy Westman.
- Jae Head como Gober Ponder.
- Tom Amandes como David Wilkes.
- Kevin Dunn como Paul Abernac.
- Harold Perrineau como Dr. Rollens

## Producción
El 3 de noviembre de 2015, se anunció que Kurt Voelker dirigiría una película de comedia y drama titulada The Bachelors basada en su propio guion, la cual sería protagonizada por J.K. Simmons, quien interpretaría a un hombre viudo. El 8 de febrero de 2016, se informó que Julie Delpy se unió al reparto principal de la película. El 9 de marzo de 2016, se confirmó que Josh Wiggins y Odeya Rush fueron elegidos para integrar el elenco principal de la cinta. Se anunció que los productores de la película serían Matthew Baer y George Parra junto a Joseph McKelheer y Bill Kiely de la productora Windowseat Entertainment, y que Windowseat sería la encargada de financiar en su totalidad a la película.
El rodaje de la película inició el 14 de marzo de 2016 en Los Ángeles, California.

## Recepción
The Bachelors ha recaudado un total de $106,212 en todo el mundo. Además la cinta ha recibido críticas positivas por parte de la prensa. En el portal de internet Rotten Tomatoes, la película posee una aprobación del 83% basado en 18 reseñas, con una puntuación de 6.8/10. La página Metacritic, le ha dado a la película una puntuación de 54 sobre 100, basado en 4 reseñas, indicando "reseñas mixtas".

### Premios y nominaciones
| Lista de premios y nominaciones | Lista de premios y nominaciones            | Lista de premios y nominaciones | Lista de premios y nominaciones | Lista de premios y nominaciones | Lista de premios y nominaciones |
| Año                             | Organización                               | Categoría                       | Nominado/a(s)                   | Resultado                       | Ref(s)                          |
| ------------------------------- | ------------------------------------------ | ------------------------------- | ------------------------------- | ------------------------------- | ------------------------------- |
| 2017                            | Adelaide International Youth Film Festival | Mejor Película                  | Kurt Voelker                    | Ganador                         | [ 10 ]                          |
| 2017                            | Deauville American Film Festival           | Gran Premio del Jurado          | Kurt Voelker                    | Nominado                        | [ 10 ]                          |
| 2017                            | Heartland International Film Festival      | Premio del Público              | The Bachelors                   | Ganador                         | [ 10 ]                          |
| 2017                            | San Diego International Film Festival      | Mejor Película                  | The Bachelors                   | Ganador                         | [ 10 ]                          |